# Euonymus clivicolus
Euonymus clivicolus är en benvedsväxtart som beskrevs av W. W. Smith. Euonymus clivicolus ingår i släktet Euonymus och familjen Celastraceae. Inga underarter finns listade.